# Instituto de Investigaciones Biomédicas Alberto Sols
El Instituto de Investigaciones Biomédicas Alberto Sols es un centro de investigación mixto del Consejo Superior de Investigaciones Científicas y de la Universidad Autónoma de Madrid. Lleva su nombre en reconocimiento al médico y bioquímico español Alberto Sols.
Se localiza en el campus de la Facultad de Medicina.